# Jakob Scherek
Jakob Scherek (* 31. Dezember 1870 in Schrimm, Posen; † 27. Juli 1927 in Hangö, Finnland) war ein deutscher Journalist, Schriftsteller und Staatsbeamter. Er amtierte von 1923 bis 1927 als stellvertretender Leiter der Pressestelle des Preußischen Staatsministeriums.

## Leben und Tätigkeit
Nach dem Schulbesuch studierte Scherek von 1891 bis 1895 Rechtswissenschaften in Berlin. Sein Hauptinteresse galt indessen bereits während des Studiums der Literaturgeschichte. Einem Nachruf von 1927 zufolge war er während seines Studiums außerdem heimlich Mitglied des Sozialistischen Studentenvereins.
Nach dem Studium schlug Scherek die journalistische Laufbahn ein: Er war zunächst für die Breslauer Zeitung tätig (1898 bis 1916). Seit 1906 gehörte er der Redaktion der Hartungschen Zeitung in Königsberg an. 1910 wurde er Redakteur der Freisinnigen Zeitung in Berlin. Außerdem schrieb er zeitweise für den Berliner Börsen-Courier. Scherek schrieb überwiegend für demokratische Blätter. Ein Nachruf in den Sozialistischen Monatsheften stellte fest, dass er „gefühlsmäßig […] zum Sozialismus“ geneigt habe.
Neben seiner journalistischen Tätigkeit betätigte Scherek sich auch als Dramaturg und Romanschriftsteller: 1895 legte er sein Erstlingswerk, das Drama Josef, vor, das zunächst in serialisierter Form in der Sozialistischen Zeitschrift (Jg. 1895, S. 102 beginnend) erschien und autobiografische Züge aufwies. Später folgten der Roman Und ich suche die Schönheit sowie die weiteren Dramen Wahn, Ein Leidensweg (auch als Marthas Leidensweg bekannt) und Reinheit. Größere Beachtung fand vor allem Wahn, ein Werk, das sich kritisch mit der alten Legende von angeblich von Juden begangenen Ritualmorden befasst.
Von Dezember 1917 bis Ende 1919 war Scherek Schriftleiter der Zeitschrift Im deutschen Reich, dem Organ des Centralvereins deutscher Staatsbürger jüdischen Glaubens.
1922 wurde Scherek in die Pressestelle des Preußischen Staatsministeriums geholt. In dieser wurde er zum Regierungsrat ernannt und wurde ihm eine Planstelle übertragen. Von 1923 bis 1927 amtierte er knapp vier Jahre, bis zu seinem Tod, als stellvertretender Leiter der Pressestelle unter dem Leiter Hans Goslar. Um 1925 wurde er zum Oberregierungsrat befördert.
Scherek starb 1927 nach einer Darmoperation, der er sich während einer Urlaubsreise nach Finnland unterziehen musste. Er wurde nach Berlin überführt und in Weißensee beerdigt. Sein Nachfolger als stellvertretender Leiter der Pressestelle im Staatsministerium wurde im August 1927 Hermann Katzenberger.
Jacob Toury konstatierte 1986 in einem biographischen Aufsatz über Scherek, dass dieser eine unverdient vergessene Person sei: Er habe sich weder als Dramatiker, noch als Politiker und hochrangiger Staatsbeamter einen „bleibenden Namen bei Zeitgenossen und Nachwelt erworben“. Er sei nach dem Stand, als er seine Betrachtung veröffentlichte „so gründlich vergessen, daß auch seinem Schaffen niemand mehr Interesse“ entgegenbringen würde. Als Grund hierfür machte Toury das „bescheidene, zurückhaltende Wesen“, das Scherek besessen habe, aus: Da er von „vornehme[r] Ruhe und Sachlichkeit“ erfüllt gewesen sei, habe er wenig Aufhebens um die eigene Person und Tätigkeit gemacht. Bereits der zeitgenössischen Nachruf der Socialistischen Zeitschrift hatte vermerkt, dass Scherek durch sein „ernstes und stilles Wesen“ Sympathien geweckt habe.

## Schriften
- Josef, 1895. (Drama)
- Und ich suche die Schönheit, 1905. (Roman)
- Wahn. Drama in vir Akten und einem Vorspiel, 1907. (Drama)
- Ein Leidensweg, 1911. (Drama)
- Reinheit, 1914.
- Kampf um die Bühne, Verlag für Kriegsliteratur, Berlin 1916.